# Aprilie 2014
Acest articol este generat integral pe baza informațiilor din articolul 2014 și este actualizat periodic de un robot.
 Editările făcute în articol vor fi șterse la următoarea actualizare! Dacă doriți să faceți modificări, editați articolul-sursă.

ianuarie -
februarie -
martie -
aprilie -
mai -
iunie -
iulie -
august -
septembrie -
octombrie -
noiembrie -
decembrie
Aprilie 2014 a fost a patra lună a anului și a început într-o zi de marți.

## Evenimente

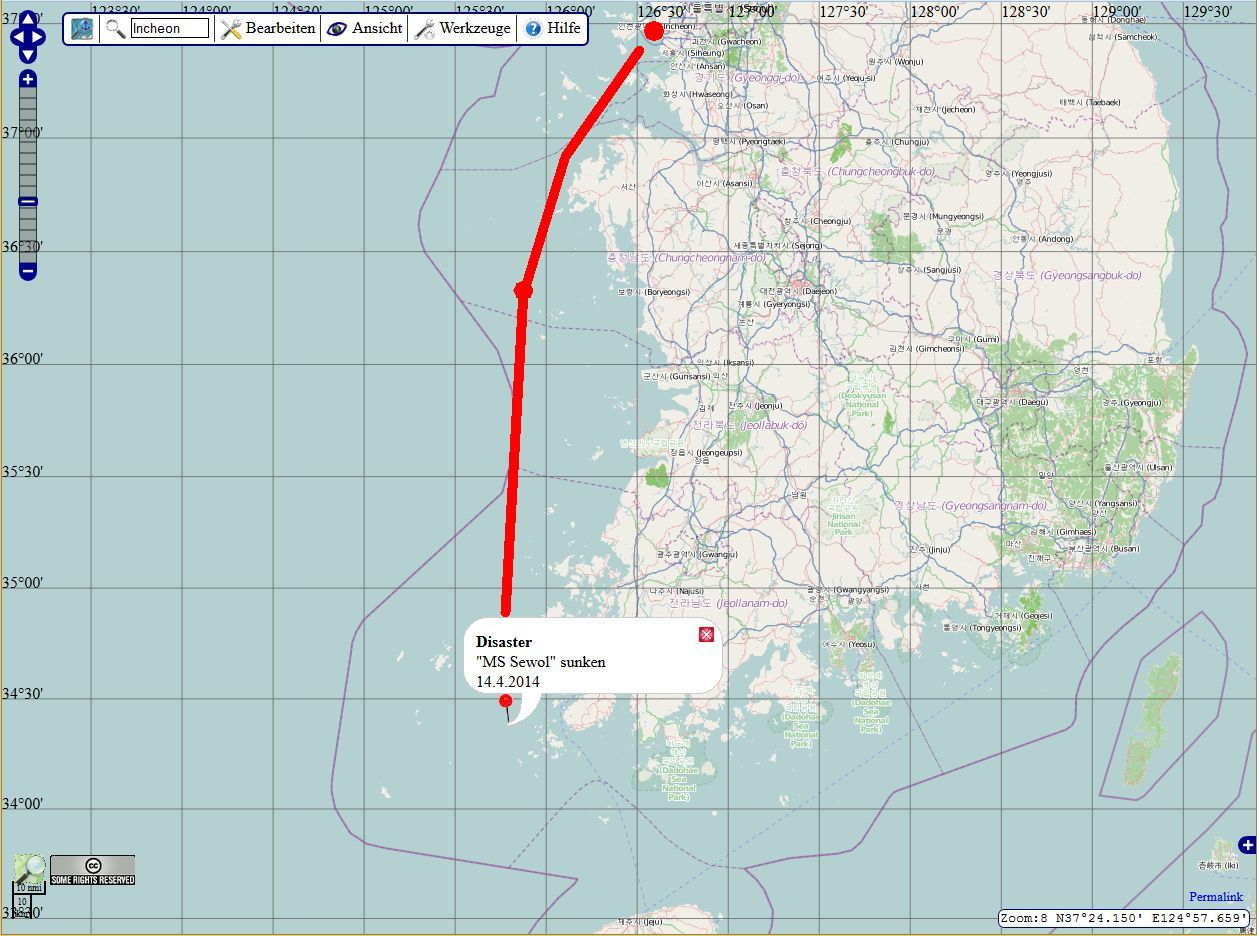
16 aprilie: Agenția de știri Yonhap raportează ca Paza de Coastă a Republicii Coreea a fost trimisă pentru a salva un feribot cu 476 de pasageri la bord, care s-a scufundat în largul coastei de sud-est a Coreei de Sud. Cel puțin 104 persoane au murit, iar alte 198 sunt date dispărute.

- 1 aprilie: O alertă de tsunami a fost lansată în Chile, Peru, Honduras și Ecuador, după un seism de 8,2 grade Richter care a lovit nordul Chile.
- 3 aprilie: Oamenii de știință de la NASA și de la Agenția Spațială Europeană au estimat că Enceladus, un satelit a lui Saturn, situată la 1,4 miliarde de kilometri de Pământ, ar putea adăposti un ocean de apă lichidă, sugerând că suprafața înghețată a satelitului ar putea fi un mediu proprice pentru microbi extraterești.[1]
- 5 aprilie: Alegeri prezidențiale în Afganistan. Este prima trecere a puterii de la un președinte afgan democratic ales la un altul. Pentru acest vot are loc în întreaga țară cea mai mare operațiune militară de la căderea regimului talibanilor în 2001.[2]
- 5 aprilie: Marele premiu al Salonului Internațional al Invențiilor, Tehnicilor și Produselor Noi de la Geneva a fost obținut de compania elvețiană IREWIND S.A. pentru OnAirCamera, tehnologie creată de o echipă de cercetători români în cadrul Centrului Est-European pentru Cercetare Aplicativă Interdisciplinară (CEECAI).[3]
- 6 aprilie: Alegeri parlamentare în Ungaria. Partidul conservator Fidesz al premierului ungar Viktor Orbán, acuzat constant de derive antidemocratice în ultimii 4 ani, de când se află la putere, a câștigat detașat obținând 44,61% din voturile exprimate.
- 10 aprilie: Un grup de deputați ruși au cerut deschiderea unei anchete penale împotriva fostului președinte sovietic Mihail Gorbaciov, pentru dezmembrarea URSS, în 1991, și responsabilitatea care îi revine în urma acelor evenimente în actuala criză din Ucraina.
- 13 aprilie: Guvernul ucrainean a anunțat că o "operațiune antiteroristă a început la Slaviansk", oraș din estul Ucrainei unde militanți pro-ruși înarmați au ocupat clădiri ale poliției și serviciilor de securitate. Intervenția forțelor speciale ucrainene s-a soldat cu morți și răniți de ambele părți.[4]
- 16 aprilie: Agenția de știri Yonhap raportează ca Paza de Coastă a Republicii Coreea a fost trimisă pentru a salva un feribot cu 476 de pasageri la bord, care s-a scufundat în largul coastei de sud-est a Coreei de Sud. Cel puțin 183 persoane au murit, iar alte 119 sunt date dispărute.[5]
- 17 aprilie: O echipă de cercetători americani a reușit să cloneze, pentru prima dată în istorie, celule prelevate de la doi adulți pentru a crea embrioni. Evoluția acestora a fost stopată, embrionii fiind folosiți doar pentru țesutul astfel obținut, compatibil 100% cu ADN-ul donatorului, pentru a trata diferite boli.
- 17 aprilie: NASA a anunțat descoperirea planetei Kepler-186f, aflată la 500 ani-lumină de Pământ, care se aseamănă foarte mult cu planeta noastră ca dimensiune și ca plasament în jurul stelei de care aparține.
- 17 aprilie: La alegerile prezidențiale din Algeria, președintele în exercițiu Abdelaziz Bouteflika este ales pentru al patrulea mandat.
- 17 aprilie: Președintele Rusiei Vladimir Putin a recunoscut pentru prima dată că forțele armate ruse erau prezente în Crimeea la referendumul din martie, care a permis alipirea peninsulei ucrainene la Rusia.[6]
- 22 aprilie: Statele Unite au decis trimiterea a aproximativ 600 de militari americani în Polonia și în țările baltice, pentru exerciții militare menite să demonstreze solidaritatea țărilor NATO în contextul tensiunilor cu Rusia din cauza crizei ucrainene.
- 23 aprilie: Viceprim-ministru al Ucrainei Vitali Yarema a anunțat că militanții pro-ruși vor fi vizați în patru orașe din est: Kramatorsk, Sloviansk, Donetsk și Luhansk, deoarece aceștia refuză să elibereze clădiri guvernamentale pe care le-au sechestrat anterior, sfidând acordul internațional de la Geneva.
- 24 aprilie: Ministrul rus de externe Serghei Lavrov a acuzat Statele Unite de a fi în spatele revoltelor politice din Ucraina și a spus că Rusia va răspunde în cazul în care interesele sale sunt atacate.[7]
- 27 aprilie: Ziua celor patru papi - papii Ioan al XXIII-lea și Ioan Paul al II-lea au fost declarați sfinți de papa Francisc în prima canonizare a unor papi din 1954. La ceremonie a participat și Papa emerit Benedict al XVI-lea.
- 30 aprilie: Sultanul Bruneiului a anunțat un nou cod penal islamist care ar putea include ca pedepse lapidarea, amputarea și flagelarea.

## Decese
- 1 aprilie: Dumitru Chepețan (n. Dimitrie Chepețeanu), 85 ani, interpret român de muzică populară din zona Banatului (n. 1929)
- 1 aprilie: Jacques Le Goff, 90 ani, istoric francez (n. 1924)
- 2 aprilie: Teodor Șișianu, 80 ani, academician din R. Moldova (n. 1933)
- 3 aprilie: Andrei Bodiu, 48 ani, poet român (n. 1965)
- 3 aprilie: Michael, Prinț al Prusiei, 74 ani, membru al Casei de Hohenzollern și scriitor german (n. 1940)
- 3 aprilie: Michael, scriitor german (n. 1940)
- 3 aprilie: Tommy Lynn Sells, 49 ani, criminal în serie⁠ american (n. 1964)
- 4 aprilie: Miruna Boruzescu (n. Mirela Popescu), 68 ani, costumieră română (n. 1945)
- 6 aprilie: Domenico Mennitti, 74 ani, politician italian (n. 1939)
- 6 aprilie: Mickey Rooney (n. Joseph Yule, jr.), 93 ani, actor american (n. 1920)
- 7 aprilie: Crăciun Floruța, 73 ani, deputat român (1992-1996), (n. 1941)
- 7 aprilie: Răducu Ițcuș, 69 ani, actor român de teatru și film (n. 1944)
- 8 aprilie: Ghiță Licu, 68 ani, handbalist român (n. 1945)
- 8 aprilie: The Ultimate Warrior (n. James Brian Hellwig), 55 ani, wrestler american (n. 1959)
- 9 aprilie: Gherasim Cristea, 99 ani, episcop român (n. 1914)
- 13 aprilie: Zinovii Stolear, 90 ani,  muzicolog, critic muzical, publicist și profesor sovietic și moldovean de etnie evreiască (n. 1924)
- 13 aprilie: Rafał Jerzy Sznajder, 41 ani, scrimer polonez (n. 1972)
- 14 aprilie: Mugur Geu, 45 ani, scriitor și jurnalist român (n. 1969)
- 14 aprilie: Armando Peraza, 89 ani, muzician cubanez (n. 1924)
- 15 aprilie: Nina Cassian (n. Renée Annie Cassian), 89 ani, poetă, eseistă și traducătoare română (n. 1924)
- 17 aprilie: Gabriel García Márquez, 87 ani, scriitor columbian, laureat al Premiului Nobel (1982), (n. 1927)
- 17 aprilie: Dimitrie D. Stancu, 87 ani, matematician român (n. 1927)
- 18 aprilie: Stela Cemortan, 72 ani, pedagogă din R. Moldova (n. 1941)
- 18 aprilie: Mioara Cremene, 90 ani, poetă, scriitoare și eseistă română (n. 1923)
- 18 aprilie: Nadya Nozharova, 97 ani, solistă bulgară de operetă (n. 1916)
- 19 aprilie: Diomid Gherman, 86 ani, medic din R. Moldova (n. 1928)
- 20 aprilie: Rubin Carter (aka Uraganul), 76 ani, boxer profesionist americano-canadian (n. 1937)
- 23 aprilie: Yozo Aoki, 85 ani, fotbalist japonez (n. 1929)
- 24 aprilie: Tadeusz Różewicz, 92 ani, dramaturg polonez (n. 1921)
- 24 aprilie: Constanța Târțău, 83 ani, actriță din Republica Moldova și prima prezentatoare la TV din Chișinău (1958), (n. 1930)
- 25 aprilie: Vasile Siminel, 92 ani, academician din R. Moldova (n. 1921)
- 25 aprilie: Tito Vilanova (n. Francesc Vilanova i Bayó), 45 ani, fotbalist și antrenor spaniol (n. 1968)
- 26 aprilie: Petre Bokor, 73 ani, regizor român (n. 1940)
- 27 aprilie: George Astaloș, 80 ani, dramaturg și scriitor francez de etnie română (n. 1933)
- 27 aprilie: Vujadin Boškov, 82 ani, fotbalist și antrenor sârb (n. 1931)
- 27 aprilie: Vasco Graça Moura, 72 ani, politician portughez (n. 1942)
- 29 aprilie: Reuven Tzvi Feuerstein, 92 ani, psiholog israelian (n. 1921)
- 29 aprilie: Bob Hoskins (n. Robert William Hoskins), 71 ani, actor britanic câștigător al premiului Globul de Aur (1987), (n. 1942)
- 29 aprilie: Ioana Cristache Panait, 81 ani, cercetător român (n. 1932)
- 30 aprilie: Costică Bulai, 87 ani, jurist român (n. 1926)